# Hibiscus palustris
Hibiscus palustris é uma espécie de planta com flor pertencente à família Malvaceae. 
A autoridade científica da espécie é L., tendo sido publicada em Species Plantarum 2: 693–694. 1753.

## Portugal
Trata-se de uma espécie presente no território português, nomeadamente em Portugal Continental.
Em termos de naturalidade é nativa da região atrás indicada.
Em Portugal Continental ocorre na província da Beira Litoral.

## Protecção
Não se encontra protegida por legislação portuguesa ou da Comunidade Europeia.

## Táxones infraespecíficos
Segundo a base de dados Tropicos, tem o seguintes táxones infraespecíficos:
- Hibiscus palustris f. oculiroseus (Britton) A.V. Sm.
- Hibiscus palustris f. palustris
- Hibiscus palustris f. peckii House

## Sinónimos
Segundo a base de dados The Plant List, possui os seguintes sinónimos:
- Abelmoschus aquaticus (DC.) Walp.
- Althaea grandiflora Scop.
- Hibiscus aquaticus DC.
- Hibiscus moscheutos subsp. palustris (L.) R.T. Clausen
- Hibiscus palustris f. palustris
- Hibiscus palustris f. peckii House
- Hibiscus roseus Thore ex Loisel.